# Stadion Miejski w Legnicy
Stadion Miejski im. Orła Białego – stadion piłkarski w Legnicy, położony w Parku Miejskim przy alei Orła Białego. Właścicielem obiektu jest miasto, a zarządcą stadionu jest legnicki Ośrodek Sportu i Rekreacji.
Stadion na co dzień służy piłkarzom Miedzi Legnica. W latach 2005–2009 w przebudowie. Stadion może pomieścić 6156 osoby. W dalszych etapach modernizacji zaplanowano budowę oświetlenia (cztery maszty), zabudowę narożników stadionu w celu zamknięcia bryły obiektu, montaż podgrzewanej płyty boiska, wykonanie całkowitego zadaszenia oraz montaż elektronicznego systemu zarządzania i kontroli stadionem (elektroniczne karty wstępu, itp.). Termin realizacji 2009-2011. W bliskim sąsiedztwie stadionu w 2011 roku ukończona została budowa boisk treningowych (m.in. dwa boiska piłkarskie 105 m x 68 m w tym jedno ze sztuczną nawierzchnią, bieżnia lekkoatletyczna, oświetlenie, trybuny na ok. 200 miejsc).

## Imprezy i wydarzenia odbywające się na stadionie
- W latach 1999–2005 i w 2010 r. na stadionie odbywały się coroczne kongresy regionalne Świadków Jehowy[2].
- 9–12.09.2010 r. na stadionie zostały rozegrane 74. Mistrzostwa Polski Seniorów w Łucznictwie[5].
- 22–28.08.2011 r. na stadionie (oraz boiskach bocznych) zostały rozegrane Mistrzostwa Świata Juniorów w Łucznictwie.